# История футбола в Казани
Исторически и в настоящее время футбол является одним из наиболее развитых видов спорта в Казани, а казанский футбол — также последние десятилетия и в стране. Город регулярно проводит футбольные матчи российского и международного уровня, включая футбольные соревнования в ходе XXVII Всемирной Летней Универсиады в Казани и проводил матчи Чемпионата мира по футболу 2018 в России.

## Футбольные клубы

### «Сила и здоровье»
Первые футбольные игры прошли в Казани в 1907 году. C 1911 года проводились регулярные тренировки в Старом Аракчино. Матчи проводились на Арском поле на месте современного стадиона «Трудовые резервы». В прессе упоминаются вратарь Протасов, беки Уклеин и Иванов, хавбеки Оконишников и Соломин, форварды Хиль, Штерн, Киселёв и Якубовский.

### «Яхт-клуб»
В 1915 году команда Яхт-клуба провела первый междугородный матч в казанской истории. Это была победа над командой Симбирска со счётом 4:1. Следующий матч команда проиграла сборной Самары 0:5, однако «Яхт-клуб» был представлен в той встрече всего 9 игроками.

### «Флорида»
Команда «Флорида» считалась одной из сильнейших в Поволжье в 1920-е годы. В её рядах были заиграны А. Феоктистов и С. Зонин (отец Г. С. Зонина). В 1922 году несколько игроков «Флориды» в составе сборной Казани заняли третье место на чемпионате РСФСР. В том же году пятеро игроков «Флориды» в составе сборной Поволжья разгромили в товарищеском матче СКЗ — 4:1. В 1924 году сборная Казани на основе «Флориды» выигрывает Поволжскую Олимпиаду (в финале обыграна сборная Самары — 2:0), а затем вновь занимает третье место в чемпионате РСФСР.

### «Динамо»
В 1926 году на смену расформированной «Флориде» приходит ДСО «Динамо». В 1928 году «Динамо» (под именем сборной районов автономных республик и областей) выигрывает бронзовые медали чемпионата РСФСР, уступив в полуфинале сборной Ленинграда (1:12, самое крупное поражение казанской команды в официальных матчах) и одолев сборную Дальнего Востока (5:3).
В Чемпионате СССР 1935 г. сборная Казани доходит до финала во второй группе, где проигрывает соперникам из Днепропетровска.
«Динамо» представляло Казань с 1936 по 1949 годы в чемпионатах СССР. Среди достижений: значится победа в группе «В» 2-го осеннего чемпионата 1936 года и выход в ¼ финала Кубка СССР в 1937 году. В 1949 году команда выступила неудачно и прекратила своё существование.

### «Искра» — «Рубин»
Команда казанского авиазавода была сформирована в 30-е годы. Из-за секретности оборонного предприятия команда периодически меняла свои названия: Команда Ленинского района (или п/я 747), «Крылья Советов», «Искра» (с 1958 года) и, наконец, «Рубин» (c 1965 года). В 1948 году команда стала участвовать в чемпионате РСФСР. В 1947 году, проигрывая в товарищеском матче московскому «Спартаку» со счётом 2:6, заводчане сумели свести игру вничью. Лидерами команды в конце 40-х — начале 50-х были Виктор Бойков, Арам Мусаилов, Григорий Руненков, Иван Ноктиков, Константин Сундатов. В период с 1948 по 1957 годы заводчане 3 раза занимали 3-е и 6 раз 2-е место в Поволжской зоне первенства РСФСР. В 1956 году команда пробилась в финальную пульку, которая проводилась в Грозном, но заняла в этом турнире лишь 9-е место из 13.
В 1958 году команда завода включена в 1-ю зону класса «Б» первенства РСФСР. С 1959 по 1971 год бессменным тренером «Искры» являлся Николай Иванович Сентябрёв. В 1960 году команда сыграла первый международный матч со «Скра» (Ченстохова) — 1:0. В то же году был открыт Центральный стадион. В 1965 году команда смогла пробиться в класс «А».
В постсоветское время «Рубин» стал одним из сильнейших клубов страны, двукратным чемпионом России по футболу (2008 и 2009), обладателем Кубка России 2012, Кубка Содружества 2010 и Суперкубка России 2010. В 2009 году был признан лучшей командой года по версии Российского футбольного союза.

### «Рубин-2»
В городе с 1997 года также имеется футбольный клуб «Рубин-2», в 2004—2015 годах выступавший во Втором дивизионе ПФЛ (зона «Урал-Поволжье») и являющийся фарм-клубом ФК «Рубин».
В первенстве Второй лиги 1992 также принимала участие команда «Идель».

### «Нэфис»
В 2021 компания Нэфис создала одноимённый футбольный клуб. В первый же год он выиграл чемпионат РТ. В 2022 он опять выиграл чемпионат РТ, а также принял участие в кубке РФ по футболу где вылетел в первом раунде пути регионов от вурнарского Химик-Август.

## Инфраструктура

### Стадионы

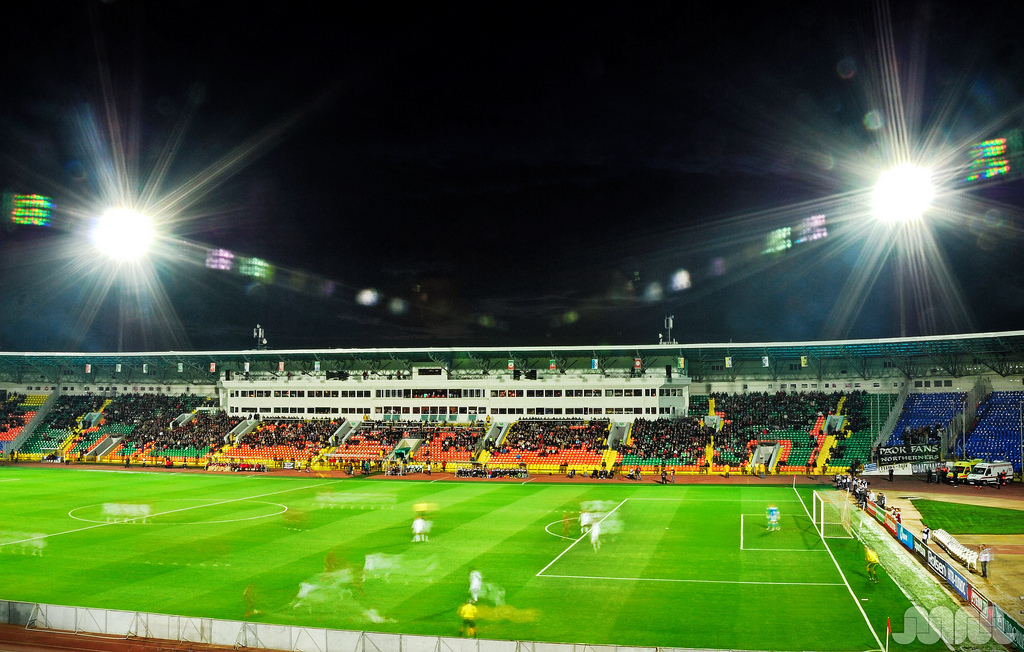
Стадион «Центральный»

В рамках программы ФЦП «Развитие физической культуры и спорта на 2008—2015 годы» как домашняя арена для ФК «Рубин» был построен новый стадион «Казань-Арена» вместимостью 45 000 зрителей. Новая арена принимала мероприятия Универсиады 2013 и ряд матчей Чемпионата мира по футболу 2018.
Ранее главным городским стадионом с 1960 года являлся стадион «Центральный» вместимостью около 30 тысяч человек. Он соответствует категории «Элит» УЕФА и также является домашним для ФК «Рубин». Рядом со стадионом «Центральный» расположен футбольный манеж с полноразмерным футбольным полем с искусственным покрытием.
Другим важным стадионом является «Рубин» вместимостью 10 000 зрителей. Он является тренировочным для ФК «Рубин», домашним — для молодёжных и юношеских команд клуба.
В городе также есть несколько других футбольных стадионов.

### База
Рядом со стадионом «Рубин» действует крупная современная база ФК «Рубин».

### ДЮСШ
Также рядом со стадионом «Рубин» и базой ФК «Рубин» открыта одна из крупнейших в России детско-юношеская спортивная школа юного футболиста «Рубин».